# Davy (Mondkrater)
Davy ist ein Einschlagkrater auf der Mondvorderseite am nordöstlichen Rand des Mare Nubium, südwestlich des Kraters Ptolemaeus und nordwestlich von Alphonsus. Der etwas unregelmäßig geformte Krater weist im Inneren konzentrische Strukturen auf. Im Nordosten überlagert er den Nebenkrater Davy Y, in dessen Inneren sich die Kraterkette Catena Davy befindet, die vom Zentrum des Nebenkraters in einem leichten Bogen in nordöstlicher Richtung verläuft.
Der Krater wurde 1935 von der IAU nach dem britischen Chemiker Humphry Davy offiziell benannt.

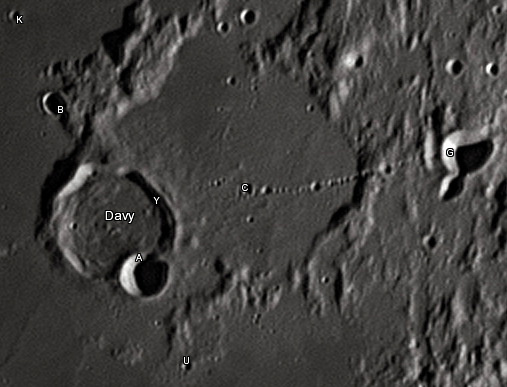
Davy und seine Nebenkrater

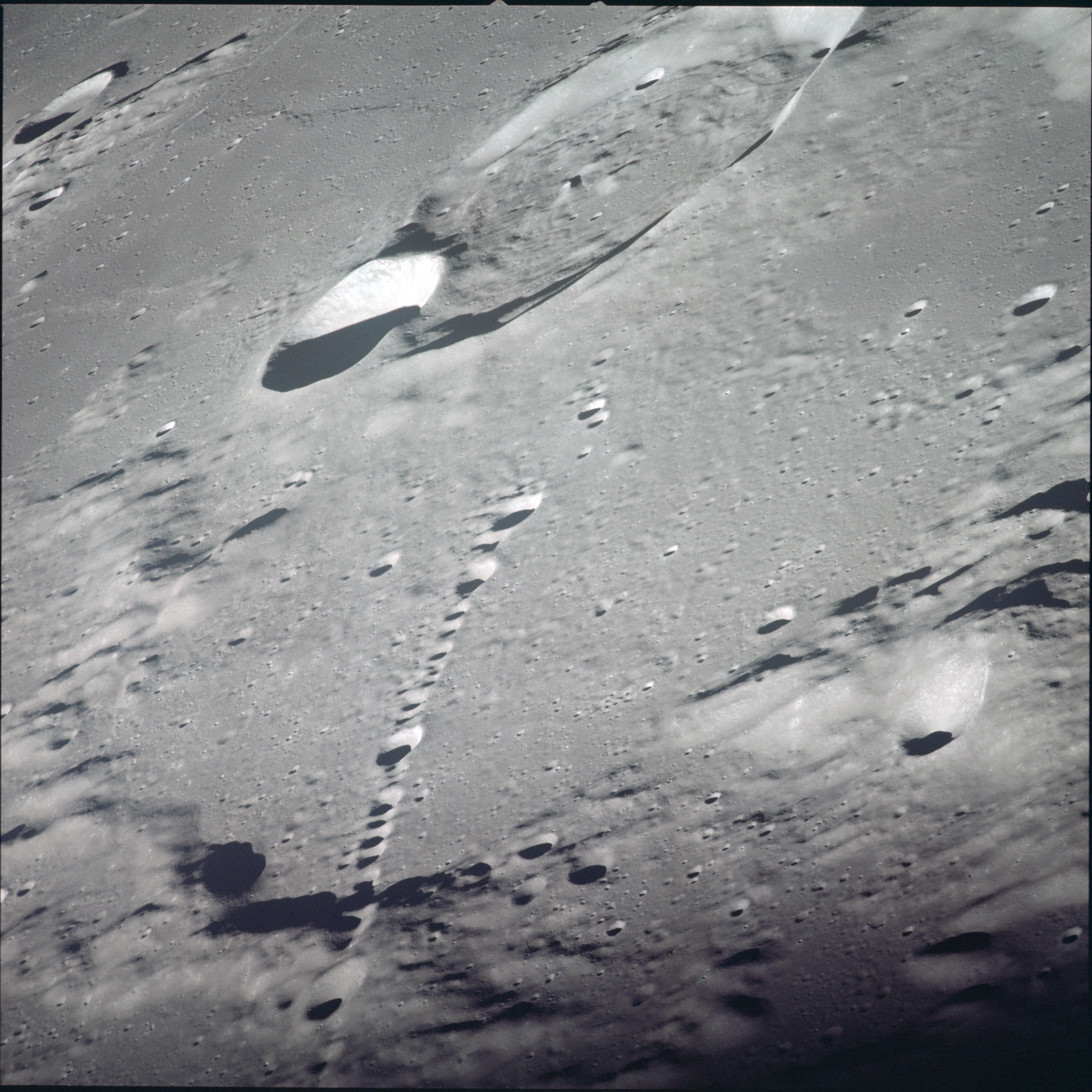
Kraterkette Catena Davy im Vordergrund, Davy rechts oben (Aufnahme Apollo 12)

| Buchstabe | Position          | Durchmesser | Link |
| --------- | ----------------- | ----------- | ---- |
| A         | 12,24° S, 7,81° W | 13 km       |      |
| B         | 10,91° S, 8,99° W | 7 km        |      |
| C         | 11,23° S, 7,06° W | 3 km        |      |
| G         | 10,38° S, 5,15° W | 15 km       |      |
| K         | 10,22° S, 9,53° W | 3 km        |      |
| U         | 12,97° S, 7,23° W | 3 km        |      |
| Y         | 11° S, 7,26° W    | 70 km       |      |